# Fontaine-le-Dun
Fontaine-le-Dun je francouzská obec v departementu Seine-Maritime v regionu Normandie. V roce 2009 zde žilo 909 obyvatel. Je centrem kantonu Fontaine-le-Dun.